# Teltow (Amateurfunktransceiver)

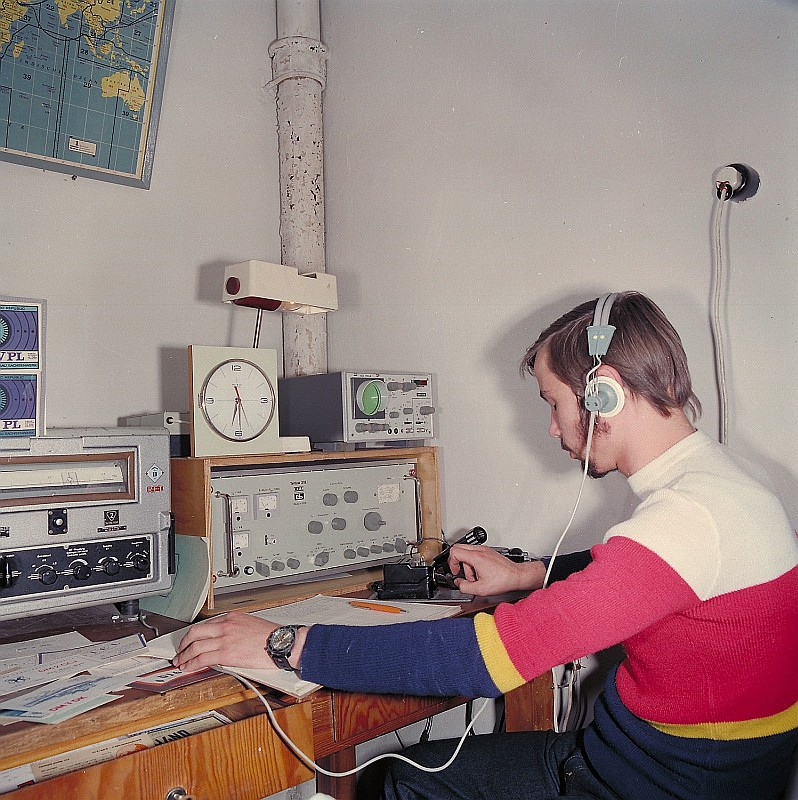
Funkamateur im Jahre 1978 an einem Teltow 215B

Der Teltow ist ein Amateurfunk-Transceiver, welcher von 1970 bis 1989 in vier verschiedenen Versionen im brandenburgischen Teltow entwickelt und hergestellt wurde.
Ursprünglich in den Jahren 1970 und 1971 durch örtliche Funkamateure für die Teltower Klubstation als Eigenbau konzipiert und gefertigt, kam es ab 1974 im Kombinat VEB Elektronische Bauelemente Teltow (KEBT) zur Serienfertigung des Transceivers und er wurde auf die verschiedenen Klubstationen im Land verteilt.
Über fast zwei Jahrzehnte wurde der Teltow auf dem Gebiet der DDR so zum prägenden Kurzwellen-Funkgerät im Amateurfunk. Fragen zur Bedienung, Umgang und Technik des Transceivers, insbesondere des Teltow 215, fanden Einzug in die Amateurfunkprüfung und wurden dort zum festen Bestandteil.

## Entwicklungsgeschichte

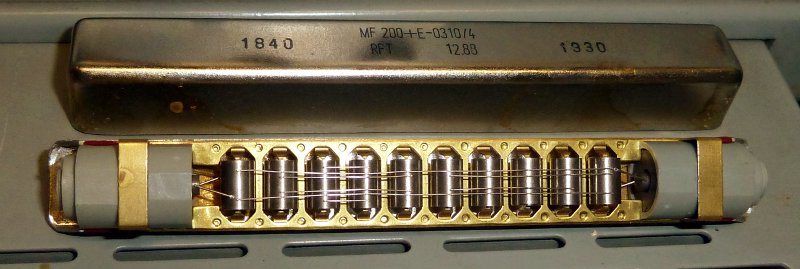
Geöffnetes magnetomechanisches Seitenband-Filter MF200 des VEB Elektronische Bauelemente Teltow, 1988

Mit der stärkeren Verbreitung der Einseitenbandmodulation (kurz: SSB) in den 1960er Jahren im Amateurfunk, reifte auch bei den DDR-Funkamateuren der Wunsch, diese Modulationsart nutzen zu können. Verbreitet waren bis zu diesem Zeitpunkt hauptsächlich noch ausgemusterte Militärtechnik und Eigenbaugeräte. Nur wenige Klubstationen, sogenannte Kollektivstationen, des Radioclubs der DDR verfügten zu dieser Zeit über einen Einseitenbandsender.
An der Klubstation Y53ZD im brandenburgischen Teltow begannen Funkamateure schließlich, einen eigenen Einseitenband-Transceiver zu entwickeln und zu konstruieren, um die vorhandene Technik damit aufzurüsten und zu modernisieren. Um das Projekt zu realisieren, trat man bald mit einem Berliner Funkamateur in Erfahrungsaustausch. Dieser hatte in Moskau ein Hochschulstudium absolviert und auf dem Gebiet der Einseitenbandmodulation unter anderem auch Erkenntnisse sowjetischer Nachrichtensportler mitgebracht. Nach vielen Stunden ehrenamtlicher Arbeit war mit dem „Teltow 200“ im Dezember 1971 erfolgreich ein röhrenbestückter Einseitenband-Transceiver entstanden, welcher mit magnetomechanischen 200-kHz-Seitenbandfiltern ausgerüstet war. Der Name lehnte sich an den Ortsnamen Teltow an, um die Stadt durch zukünftige Verbindungen national sowie international bekannt zu machen. Die Zahl 200 stand für die verwendeten Filter mit 200 kHz Mittenfrequenz. Diese für SSB erforderlichen schmalbandigen, steilen Filter wurden im VEB Elektronische Bauelemente Teltow mit der Typenbezeichnung MF200 gefertigt, man lieferte Bandbreiten von 110 Hz bis 6 kHz.
| 1973 | 40 |
| 1974 | 40 |
| 1975 | 80 |
| 1976 | 80 |
| 1977 | 80 |

Von dem erfolgreichen Projekt erfuhr schließlich auch der Zentralvorstand der Gesellschaft für Sport und Technik. Und im folgenden Jahr richtete dieser bei einer erweiterten Sektionsversammlung an den VEB Elektronische Bauelemente in Teltow die Bitte, ein ähnliches Gerät zu entwickeln, um auch andere Klubstationen im Land damit auszurüsten. Außerdem sollte so auch ein Import ähnlicher Geräte vermieden werden.
Es wurde schließlich beschlossen, dass die Produktion im Rahmen der Lehrproduktion des Betriebes in der Betriebsschule „Bruno Kühn“ erfolgen sollte. Da sich der zuvor in Einzelfertigung entstandene Teltow 200 für die jetzt kommende Lehrproduktion technologisch als eher ungeeignet erwies, entwickelte man ein Folgemodell, den Teltow 205. Dabei handelte es sich um ein zweiteiliges, zum größten Teil transistorisiertes Gerät mit einem separaten Netzteil. Diesem Vorseriengerät folgte dann mit dem Teltow 210 ein serienreifes einteiliges Gerät, das nun produziert werden konnte. Etwa 40 Stück entstanden von diesem Modell, welche auf verschiedene Klubstationen im Land verteilt wurden.
War der Teltow 210 noch als Dreibandtransceiver (80–20 Meter) konzipiert, sollte nun ein Fünfbandtransceiver entwickelt werden, um den Gebrauchswert des Gerätes zu verbessern. 1974 folgte ihm damit der Teltow 215. Dieser Teltow 215 wurde in den folgenden Jahren stetig weiter entwickelt. Bis Einstellung der Produktion im Jahre 1989 wurde dieser Transceiver in vier verschiedenen Versionen hergestellt.
Insgesamt wurden vom Teltow etwa 820 Stück hergestellt und bis auf wenige Einzelexemplare an die Klubstationen des Landes verteilt, deren Finanzierung (ein Gerät kostete etwa 7000 Mark) überwiegend die GST übernahm.

## Technische Daten
|                             | Teltow 200                                                          | Teltow 205                                           | Teltow 210 | Teltow 215 |
| --------------------------- | ------------------------------------------------------------------- | ---------------------------------------------------- | --- | --- |
| Bauzeit                     | 1971                                                                | 1973                                                 | 1974 | 1974 bis 1989 |
| Frequenzbereiche            | Amateurbänder 80, 40 & 20 Meter                                     | Amateurbänder 80, 40 & 20 Meter                      | Amateurbänder 80, 40 & 20 Meter | Amateurbänder 80, 40, 20, 15 & 10 Meter                                                                                                   |
| Betriebsarten               | CW, SSB                                                             | CW, SSB                                              | CW, SSB | CW, SSB |
| Empfängerprinzip            | Super mit Mehrfachmischung; ZF/IF 5250/200 kHz; 2 NF-Stufen         | Super mit Mehrfachmischung; ZF/IF 5250/200 kHz       | Super mit Mehrfachmischung; ZF/IF 5250/200 kHz                                                                                                | Super mit Mehrfachmischung; ZF/IF 5250/200 kHz                                                                                            |
| Ausgangsleistung            |                                                                     |                                                      | etwa 100 Watt | etwa 90 Watt |
| Lautsprecher                | Dynamischer Lautsprecher                                            | Dynamischer Lautsprecher                             | Dynamischer Lautsprecher | Dynamischer Ovallautsprecher |
| Abmessungen (BHT)           |                                                                     |                                                      | 540 mm × 350 mm × 235 mm | 542 mm × 222 mm × 348 mm |
| Nettogewicht                |                                                                     |                                                      | 25 kg | 27 kg |
| Betriebsspannung            | 220 V (Wechselstrom)                                                | Externes Separates Netzteil/ 220 Volt (Wechselstrom) | 220 V (Wechselstrom) | 220 V (Wechselstrom) |
| Versionen                   | Nur ein Labormuster bekannt. Zu einer Serienfertigung kam es nicht. | Funktionsmuster bzw. Vorseriengerät des Teltow 210.  | | A,B,C & D |
| Bemerkungen/ Besonderheiten | Röhrenbestückt.                                                     | Zum Teil mit Halbleitern bestücktes Röhrengerät.     | Zum Teil mit Halbleitern bestücktes Röhrengerät. Etwa 40 Geräte wurden im Rahmen der Lehrproduktion für die GST-Kollektivstationen gefertigt. | Die Version D besitzt eine mechanische Skalenkorrektur. Sie ist außerdem für den Anschluss des externen Frequenzzählers DFA1 vorbereitet. |

## Weitere Veröffentlichungen
- B. Petermann, DM2BTO: „Der Transceiver Teltow 210 – ein würdiger Beitrag zum 25. Jahrestag der DDR“ in Funkamateur, Nr. 05/ 1974, S. 215.
- „Prinzipielle Arbeitsweise des Transceivers Teltow 210“ in Funkamateur, Nr. 06/ 1974, S. 289.
- B. Petermann, DM2BTO: „Der Transceiver Teltow 215 B“ in Funkamateur, Nr. 04/ 1976, S. 194.
- „Die Väter des Teltow“ in Funkamateur, Nr. 08/ 1979, S. 369.
- W. Eckert, Y22YD; K.-H. Baumann: „Hinweise und Informationen zum Teltow 215 D (1)“ in Funkamateur, Nr. 01/ 1986, S. 26.
- W. Eckert, Y22YD; K.-H. Baumann: „Hinweise und Informationen zum Teltow 215 D (2)“ in Funkamateur, Nr. 02/ 1986, S. 81.
- W. Eckert, Y22YD; K.-H. Baumann: „Hinweise und Informationen zum Teltow 215 D (3)“ in Funkamateur, Nr. 03/ 1986, S. 129.
- W. Eckert, Y22YD; K.-H. Baumann: „Hinweise und Informationen zum Teltow 215 D (4)“ in Funkamateur, Nr. 04/ 1986, S. 179.
- W. Eckert, Y22YD; K.-H. Baumann: „Hinweise und Informationen zum Teltow 215 D (5)“ in Funkamateur, Nr. 05/ 1986, S. 234.
- W. Eckert, Y22YD; K.-H. Baumann: „Hinweise und Informationen zum Teltow 215 D (6)“ in Funkamateur, Nr. 06/ 1986, S. 286.
- Ernst Erb: Radio-Katalog. Band 2. VTH-Verlag, 2006, ISBN 978-3-88180-652-7.
- Werner Hegewald, DL2RD; Andreas Suske, DL9UNF: „40 Jahre Teltow – ein Geburtstag und ein Rückblick“ in Funkamateur, Nr. 3/ 2014, S. 245.